# A Million Miles Away
A Million Miles Away (deutsch Eine Million Meilen entfernt) ist ein US-amerikanischer Kurzfilm von Jennifer Reeder aus dem Jahr 2014. In Deutschland feierte der Film am 4. Mai 2014 bei den Internationalen Kurzfilmtagen in Oberhausen Premiere.

## Handlung
Eine Frau sowie viele Teenagerinnen erleben zeitgleich eine mystische Verwandlung zum Erwachsenwerden.

## Kritiken

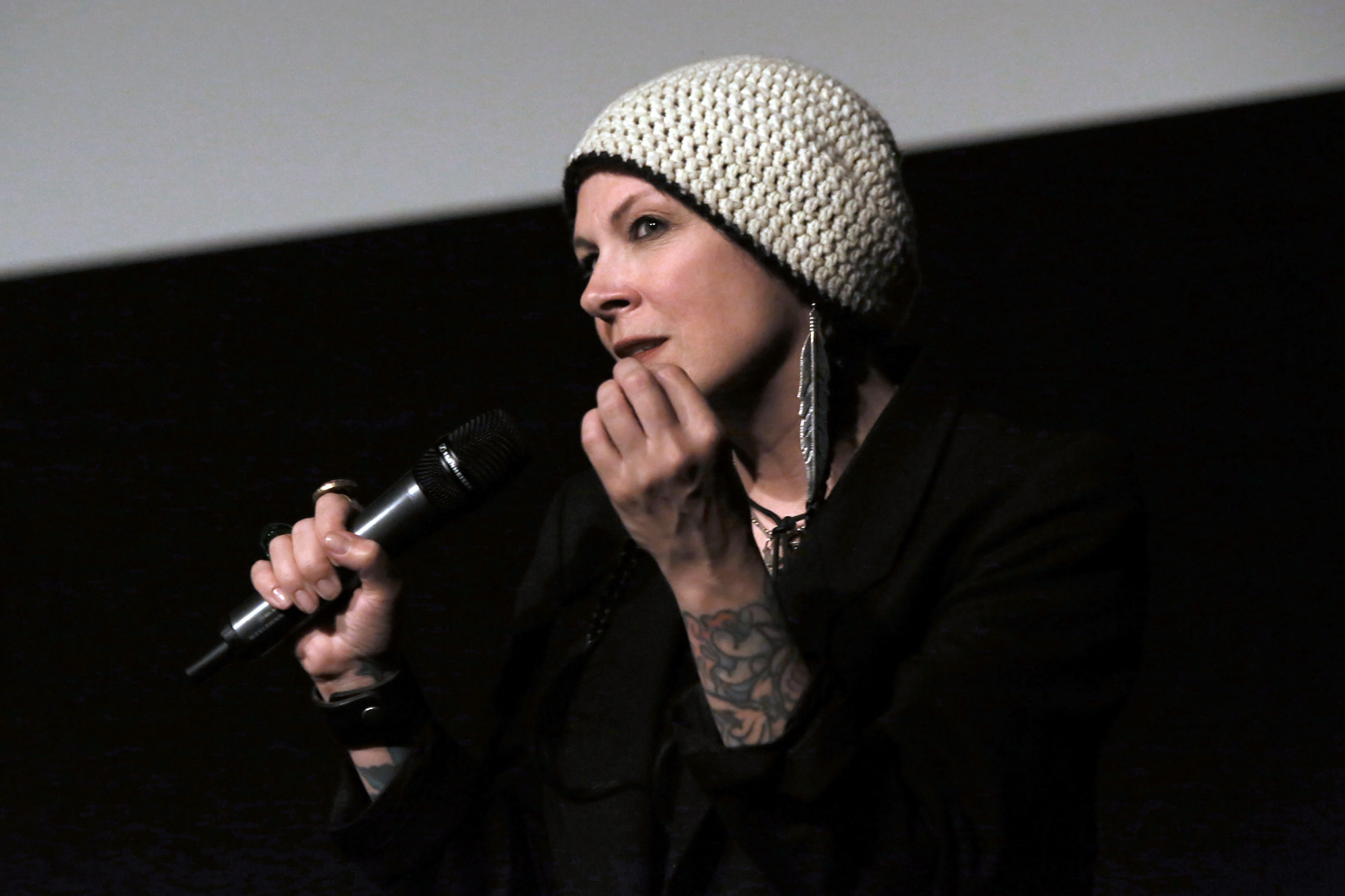
Jennifer Reeder im Publikumsgespräch über A Million Miles Away (VIS 2014)

„‘Today I met some girls who know everything about everything’, notiert die Vertretungslehrerin Chrystal Chambers nach einer Schulchorprobe in ihrem Tagebuch. Vor allem scheinen die selbstbewussten Teenagerinnen ihren eigenen Wert zu kennen — ein Wissen, das der Erwachsenen im Laufe ihres Frauenlebens abhanden gekommen ist. Die scharf gezeichnete Konfrontation von junger, unangefochtener Stärke und gesellschaftlich bedingter Gebrochenheit löst sich am Ende auf im gegenseitigen Erkennen und gegenseitiger Solidarität. In einer dichten, in der Popkultur verwurzelten Skizze aus wenigen konzentrierten Szenen, mit starken Darstellerinnen und präzisen Dialogen öffnet Jennifer Reeder einen weiten Raum und erzählt so sarkastisch wie zärtlich von zwei gegenläufigen biographischen Stadien weiblichen Selbstbewusstseins.“

„Wir möchten den Elfi Dassanowsky Foundation Preis für die beste Regisseurin an Jennifer Reeder für ‚A Million Miles Away‘ vergeben, nicht nur die beste weibliche Regie. Ihr Film ist eine formal wagemutige, auf mythische popkulturelle Bilderwelten Ikonographien verweisende Darstellung von Teenagern egal welchen Alters.“

## Auszeichnungen
Internationale Kurzfilmtage Oberhausen 2014
- Zonta-Preis

Internationale Kurzfilmtage Winterthur
- Hauptpreis des internationalen Wettbewerbs

Vienna Independent Shorts 2014
- Elfi-von-Dassanowsky-Preis (Beste Regisseurin im Internationalen Wettbewerb)